# 云南鸢尾
云南鸢尾（学名：Iris forrestii）是鸢尾科鸢尾属的植物。分布在缅甸以及中国大陆的云南、四川、西藏等地，生长于海拔2,750米至3,600米的地区，常生长在水沟、溪流旁的湿地及山坡草丛中，目前尚未由人工引种栽培。

## 别名
大紫石蒲